# 868
868 (DCCCLXVIII) var ett skottår som började en torsdag i den julianska kalendern.

## Händelser

### Maj
- 11 maj — Diamantsutran, den äldsta daterade boken, trycks.

### Okänt datum
- Aghlabiddynastin av Tunisien erövrar Malta.

## Födda
- Theodrata av Troyes, drottning av Frankrike.

## Avlidna
- Ali an-Naqi, shiaimam.
- Stephania, påvens hustru.